# Scilla (balsa)
A “Scilla” é uma balsa ferroviária pertencente à Bluvia, a divisão naval da RFI (Rede Ferroviária Italiana).

## História operativa
A Scilla faz parte de uma classe de três lugares, ordenada pelas Ferrovias do Estado como parte de um projeto para renovar sua frota para o transporte de vagões e veículos de rodas. Construído em 1985 nos Estaleiros Navais de Castellammare di Stabia de Nápoles, o navio foi projetado especificamente para uso no Estreito de Messina, embora também apresentasse características técnicas que permitiram que ele navegasse nas invasões de Cívita Velha (no continente, em Lácio) e Golfo Fígaros para que também pudesse ser usado nos links para e da Sardenha.
O convés principal do navio tem 4 faixas para o transporte de vagões ferroviários, enquanto o convés superior está totalmente destinado ao transporte automóvel; O acesso do carro é através de duas rampas laterais. O Scilla está equipado com quatro motores diesel, que permitem alcançar uma velocidade máxima de vinte nós. Não está equipado com estabilizadores, embora esteja pronto para instalação.
O navio foi usado principalmente no link Vila São João - Messina, com exceção do uso a curto prazo na rota da Sardenha; De 11 a 27 de abril de 1999 foi usado para conectar Bari e Durazzo dentro da Missão Rainbow. Em 2000, sofreu grandes reformas, durante as quais as embarcações foram substituídas por jangadas infláveis.

## Balsas gêmeas
- Villa
- Logudoro